# Eric Maskin
Eric Stark Maskin (n. 12 decembrie 1950, New York City, New York, SUA) este un economist american, laureat al Premiului Nobel pentru economie în anul 2007 "pentru lucrările legate de teoria concepției mecanismelor". Maskin a împărțit premiul Nobel pentru științe economice cu alți doi economiști americani Leonid Hurwicz și Roger Myerson. Este profesor de economie la Universitatea Harvard.